# Кургани Пантікапея та Ольвії
Кургани Пантікапея та Ольвії — поховання античної доби.
До античних міст Північного Причорномор'я, перші з яких виникли в VII–V ст. до Р. Х., примикають зони, де розташовані різні культові споруди, у тому числі групи курганів. Серед переважної кількості простих грецьких могил поширені монументальні кам'яні склепи, що споруджувалися під курганами. Склепи будувалися з великих тесаних плит і звичайно складалися із дромоса (критого горизонтального або похилого коридору) і погребальної камери, що перекривалася безрозпірним склепінням або безрозпірним куполом. Іноді кургани обносилися опорною стіною — крепідою.
Найзначнішою спорудою такого роду є Царський курган у Пантікапеї (біля сучасної Керчі), який датують III–IV ст. до Р. Х. Висота кургану становить 17 м, діаметр основи 260 м. Він насипаний із землі й каменю й оточений опорною стіною. У центрі кургану розташована поховальна камера, у яку веде прохід (дромос), обрамлений величними стінами. У міру наближення до камери стіни його підвищуються. Нижні вісім рядів каменів коштують прямовисно. Над ними 14 рядів поступово нависають над дромосом, утворюючи склепіння. Довжина підземного коридору досягає 36 м, ширина 2,5 м і висота до 7 м.
Поховальна камера виконана квадратної форми, довжина стін близько 4,5 м, висота камери — 10 м. Її стіни до четвертого ряду каменів (ріст людини) вертикальні, а вище по кутах зі стін починають виступати плити, надаючи верхній частині спочатку полігональну, а потім (на висоті 4 м) круглу форму. Конусне безрозпірне склепіння закрите зверху великою кам'яною плитою.
Царський курган дійшов до нашого часу у відносно непоганому архітектурному стані й після невеликих реноваційних робіт був відкритий як об'єкт туризму. Щорічно підземну трасу кургану відвідує кілька десятків тисяч чоловік, чому сприяє загальна туристична привабливість Криму. Менш пощастило кургану Зевса біля древньої Ольвії на березі Дніпро-Бузького лиману (південніше сучасного Миколаєва). Не зважаючи на більші розміри й цікаві підземні камери, збереженість об'єкта значно гірша й він чекає комплексу відбудовних робіт. Відомі також такі античні кургани як Васюринський, Павлівський, Ольвинський, Чесменський, Зевсовий, «Склеп Деметри» і ін. Звертають на себе увагу напівциліндричні склепіння внутрішніх ходів курганів, що доцільно з точки зору кращої якості кріплення виробок, та монументальні кам'яні крепіди земляних насипів (див. фото Зевсового кургану).
Грецька підземна архітектура відрізнялася високою якістю робіт, вишуканістю форм і обробки, продуманістю планів, добре вписувалася в ландшафтне середовище. Розвиток античного підземного будівництва на землях України відбувалося в традиційних рамках загального розвитку технічних і технологічних рішень давньогрецької культури.